# Pedro de Villagómez Vivanco
Pedro de Villagómez Vivanco (ur. 8 października 1582 w Castroverde de Campos, zm. 12 maja 1671 w Limie) – hiszpański duchowny katolicki, biskup Arequipy w latach 1632–1640, szósty arcybiskup limski oraz prymas Peru od 1640.

## Życiorys

### Młodość i wykształcenie
Urodził się w 1582 r. w Castroverde de Campos, w Kastylii i Leónie, w rodzinie szlacheckiej. Jego rodzicami byli Francisco de Villagómez y Herrera i Inés de Corral y Quevedo, posiadający swoje dobra w Castro Verde de Campos. Kształcił się na Uniwersytecie w Salamance i Sewilli. Uzyskał tam stopień naukowy doktora prawa kanonicznego. Pracował początkowo jako sędzia w hiszpańskiej inkwizycji. Ponadto sprawował funkcję kanonika w Sewilli. Obie funkcje sprawował przez następne 20 lat.

### Biskup Arequipy
W 1631 r. został zaproponowany przez króla Hiszpanii Filipa IV Habsburga jako kandydat do objęcia biskupstwa w Arequipie w Peru. Mimo sprzeciwu części lokalnej szlachty, 2 sierpnia 1632 r. został mianowany na to stanowisko oraz konsekrowany na biskupa. Uroczysty ingres do katedry odbył 25 lipca 1635 r.
W Arequipa zorganizował pierwszy synod diecezjalny oraz dokonał wizytacji kanonicznej wielu parafii, co zajęło mu sześć miesięcy (do 1638 r.). Podczas swoich wizyt starał się zwalczać pozostałości po wierzeniach prekolumbijskich. Ze względów zdrowotnych w 1639 r. powierzył działalność misyjną oraz wizytację pozostałych parafii zakonowi jezuitów.

### Arcybiskup Limy
16 lipca 1640 r. papież Urban VIII powołał go na nowego arcybiskupa metropolitę limskiego oraz prymasa Peru. Rządy w archidiecezji objął dopiero 21 maja 1642 r.
Od 1646 r. rozpoczął wizytację arcybiskupstwa. Ufundował wiele nowych kościołów i klasztorów należących do karmelitów i augustianów oraz szpitali przeznaczonych dla ubogich. Trzy lata później opublikował list pasterski, w którym zawarł wskazówki jak nawracać Indian na chrześcijaństwo. Za pośrednictwem urzędnika Avendaño Fernando teksty kazań tłumaczono także na język keczua.
Podczas swoich rządów toczył spory z lokalnymi urzędnikami, w tym z wicekrólem Luisem Enríquezem de Guzmánem, m.in. o obsadzanie stanowisk kościelnych niezgodnie z prawem kanonicznym.
Będąc w podeszłym wieku, chcąc sprostać wymaganiom pracy duszpasterskiej, starał się o wyświęcenie dwóch biskupów pomocniczych: Antonia de Vigo i Blaise'a Aguinagi; jednak zmarł w 1671 r., przed ich konsekracją. Jego serce zostało umieszczone w klasztorze Prado, a jego ciało pochowane w krypcie katedry w Limie.